# Laura Gabriel
Laura Gabriel, auch Laura Detter,  (* 11. Januar 1995) ist eine ehemalige deutsche Kinderdarstellerin.

## Leben
Laura Gabriel, die bei ihren ersten Fernseharbeiten unter dem Namen Laura Detter spielte, stand das erste Mal im Alter von acht Jahren vor der Kamera. Als Kinderdarstellerin hatte sie Auftritte in den Fernsehserien Einsatz in Hamburg, Die Rettungsflieger und Der Dicke. In der Kinder-Krimiserie Die Pfefferkörner spielte sie von 2008 bis 2010 als Lilly mit. Diese Rolle sprach Gabriel auch in den Hörspielen zur Fernsehserie.

## Filmografie
- 2005: Einsatz in Hamburg – Superzahl: Mord (Fernsehreihe)
- 2005: Die Rettungsflieger (Fernsehserie, Folge 89)
- 2007: Der Dicke (Fernsehserie, Folge 20)
- 2008–2010: Die Pfefferkörner (Fernsehserie, Folge 53–80)